# Erolzheim
Erolzheim település Németországban, azon belül Baden-Württembergben. Lakosainak száma 3423 fő (2023. december 31.).

## Népesség
A település népessége az elmúlt években az alábbi módon változott:
| Lakosok száma | 1574 | 1638 | 1770 | 1900 | 2216 | 2736 | 2977 | 3134 | 3172 | 3423 |
|               | 1961 | 1967 | 1974 | 1980 | 1987 | 1993 | 2000 | 2006 | 2013 | 2023 |